# Guido Schoch
Guido Schoch (* 18. April 1956 in Zürich) ist ein Schweizer Manager. Vom 1. September 2009 bis 31. März 2021 war er der Vorsitzende der Geschäftsleitung der Verkehrsbetriebe Zürich (VBZ).

## Leben und Wirken
Guido Schoch studierte an der Hochschule St. Gallen Oekonomie und schloss seine Ausbildung mit einer bankwirtschaftlichen Dissertation ab. 
Während rund zehn Jahren sammelte er berufliche Erfahrungen im Bankenwesen. 
1994 stieg er in die Branche des öffentlichen Verkehrs ein. Zuerst übernahm er eine Führungsaufgabe bei der Emmental-Burgdorf-Thun-Bahn (EBT). Dort oblag ihm als Projektleiter die Fusion mit den Vereinigten Huttwil-Bahnen (VHB) und der Solothurn-Münster-Bahn (SMB) zur Regionalverkehr Mittelland AG. Von dieser wurde er Mitte 1998 zum stellvertretenden Vorsitzenden der Geschäftsleitung ernannt. 1999 wurde er Direktor der Bodensee-Toggenburg-Bahn. Die Schweizerische Südostbahn (SOB), bei der er tätig war, ging aus der Fusion der Bodensee-Toggenburg-Bahn und der Schweizerischen Südostbahn hervor. Guido Schoch prägte diesen Schulterschluss massgeblich mit. Seit 2007 gehört zur SOB auch ein Busbetrieb.
Seit 2009 bis 2021 war Schoch Vorsitzender der Verkehrsbetriebe Zürich.